# Leonardo Medeiros
Leonardo Medeiros est un acteur brésilien.

## Filmographie sélective

### Cinéma
- 2004 : Lavoura Arcaica de Luiz Fernando Carvalho : Pedro
- 2005 : Cabra-cega : Tiago
- 2005 : O Veneno da Madrugada de Ruy Guerra : Alcaide
- 2007 : Não por Acaso : Ênio
- 2008 : La Terre des hommes rouges : Moreira
- 2008 : December de Selton Mello : Caio
- 2012 : Insolation : Leo
- 2014 : Getúlio de João Jardim (pt) : général Caiado (pt)
- 2019 : Kardec : Léon Rivail

### Télévision
- 1998-1999 : Meu Pé de Laranja Lima : Demétrio
- 2012 : A Vida da Gente : Lourenço Luiz
- 2014 : Em Família : Fernando
- 2015 : Sete Vidas : Lauro
- 2019 : O Mecanismo, João Pedro Rangel (Pepê)
- 2019 : Carcereiros, Dr. Aramis
- 2023 : Tous les jours la même nuit, Geraldo Alberto Ramos Fontes

## Récompenses
- Festival du film brésilien de Brasilia 2004 : meilleur acteur dans un second rôle pour Lavoura Arcaica
- Festival du film brésilien de Brasilia 2006 : meilleur acteur dans A Vida ao Lado
- Festival de Cinéma de Recife 2007 : meilleur acteur dans Não por Acaso